# 巴拉蒂利圣彼得罗
巴拉蒂利圣彼得罗（義大利語：Baratili San Pietro）是意大利奥里斯塔诺省的一个市镇。总面积6.05平方公里，人口1320人，人口密度218.2人/平方公里（2009年）。ISTAT代码为095011。